# Асах
Асах (цез. Асахъ)— село в Цунтинском районе Республики Дагестан. Входит в состав муниципального образования сельсовет Терутлинский.

## География
Находится в 29 км к северо-западу от с. Цунта.
Расположено на р. Цебаритлар (бассейн р. Метлюта).

## Население
| 1869 | 1888 | 1895 | 1926 | 1939 | 1970 | 1989 |
| ---- | ---- | ---- | ---- | ---- | ---- | ---- |
| 311  | ↘261 | ↗311 | ↘130 | ↘52  | ↘12  | ↗18  |
| 2002 | 2010 | 2021 |      |      |      |      |
| ↘13  | ↘6   | ↘1   |      |      |      |      |

По данным Всероссийской переписи населения 2010 года — моноэтническое дидойское село.